# Дани (часопис)
Дани, мјесечни је информативно-политички часопис у издању најстаријег босанскохерцеговачког дневног листа Ослобођење.

## Историја
Као БХ Дани, часопис је основан у Сарајеву 3. септембра 1992. године. Све до продаје Ослобођењу 2010. године, Дани су излазили у издању Цивитас д.о.о. Сарајево. Недељна циркулација овог листа је била 25.000 примерака (иако је маркетинг Дана тврдио да је сваку копију у просеку читало од четири до шест људи дајући им наводно "стварни" тираж од 100.000).
Независно и објективно редакција Дана истражује и анализира актуелне догађаје, из свих углова, доноси ексклузивне интервјуе, занимљиве путописе, колумне и приче о друштву, кутлури, бизнису, политици, спорту, технологији и моди. Часопис има независну уредничку политику, фокус на грађанске а не националне вредности, те мултилатерализам и западно оријентисану визију босанскохерцеговачког друштва.

## Награде
- Награда за најбоље новине у Босни и Херцеговини 1993. од Савеза новинара БиХ
- Награда Фонда Отворено друштво БиХ 1995.
- Међународна награда Олоф Палме за 1998.[2]